# رومان كوريا
رومان كوريا (بالفرنسية: Romain Correia)‏ هو لاعب كرة قدم فرنسي في مركز الدفاع، ولد في 6 سبتمبر 1999 في كاستر في فرنسا. لعب مع Vitória S.C. B ‏.

## وصلات خارجية
- رومان كوريا على موقع قاعدة بيانات كرة القدم.إي يو (الإنجليزية)
- رومان كوريا على موقع Soccerway.com (الإنجليزية)